# مدیسون پتیس
مدیسون پتیس (به انگلیسی: Madison Pettis) (زاده ۲۲ ژوئیه ۱۹۹۸) بازیگر و مدل آمریکایی است. پدر او آفریقایی-آمریکایی و مادرش تباری ایتالیایی، فرانسوی و ایرلندی دارد. او از پنج سالگی به عنوان مدل در بسیاری از تبلیغات تجاری حضور داشته‌است. او از سال ۲۰۰۵ و با حضور در سریال بارنی و دوستان پا به عرصه بازیگری گذاشت.
از فیلم‌ها و برنامه‌های معروف او می‌توان به بازی در فیلم نقشه بازی، بارنی و دوستان، هانا مونتانا و موش‌های آزمایشگاهی اشاره کرد.